# Sofia Domeij
Sofia Domeij (ur. 22 października 1976 r. w Hudiksvall) – jest to szwedzka biathlonistka oraz biegaczka narciarska.
Domeij karierę biathlonową rozpoczęła w 2005 r. Pierwszy start nie był dla niej zbyt udany, zajęła dopiero 96. miejsce w sprincie. Później osiągała lepsze wyniki, aż 13 stycznia w Ruhpolding zajęła 26. miejsce i zdobyła swoje pierwsze punkty. Najlepszy start zanotowała podczas prób przed Mistrzostwami Świata 2008 w Pjongczangu, zajmując 10 pozycję w sprincie.

## Osiągnięcia (biathlon)

### Zimowe igrzyska olimpijskie
| Rok  | Miejscowość | Konkurencje | Konkurencje | Konkurencje | Konkurencje | Konkurencje | Konkurencje | Konkurencje |
| Rok  | Miejscowość | IN          | SP          | PU          | MS          | RL          | MR          | SR          |
| ---- | ----------- | ----------- | ----------- | ----------- | ----------- | ----------- | ----------- | ----------- |
| 2010 | Vancouver   | –           | 41.         | 41.         | –           | –           | nd.         | –           |

### Mistrzostwa Świata
| Rok  | Miejscowość | Konkurencje | Konkurencje | Konkurencje | Konkurencje | Konkurencje | Konkurencje | Konkurencje |
| Rok  | Miejscowość | IN          | SP          | PU          | MS          | RL          | MR          | SR          |
| ---- | ----------- | ----------- | ----------- | ----------- | ----------- | ----------- | ----------- | ----------- |
| 2007 | Anterselva  | DNS         | 22.         | 33.         | –           | –           | –           | –           |
| 2008 | Östersund   | 34.         | 60.         | 35.         | –           | 8.          | –           | –           |
| 2009 | Pjongczang  | 60.         | –           | –           | –           | 5.          | –           | –           |

### Puchar Świata

#### Miejsca w klasyfikacji generalnej
| Sezon     | Miejsce |
| --------- | ------- |
| 2005/2006 | 80.     |
| 2006/2007 | 66.     |
| 2007/2008 | 49.     |
| 2008/2009 | 55.     |
| 2009/2010 | 61.     |